# وينستون تشرشل (روائي)
وينستون تشرشل (10 نوفمبر 1871 - 12 مارس 1947) (بالإنجليزية: Winston Churchill)‏ هو روائي وكاتب مسرحي وشاعر وكاتب مقالات أمريكي. قوبلت أعماله بشعبية كبيرة في أوائل القرن العشرين.

## سيرته
ولد تشرشل في سانت لويس في ولاية ميزوري وهو ابن إدوارد سبالدينج وإيما بيل تشرشل. التحق في البداية بأكاديمية سميث في ولاية ميزوري. والتحق أيضاً بأكاديمية بحرية الولايات المتحدة، وتخرج منها في عام 1894. وبعد تخرجه أصبح محرراً لصحيفة الجيش والبحرية الأمريكية. وبعد ذلك استقال من البحرية ليتفرغ للكتابة. وفي عام 1895 أصبح رئيس تحرير مجلة كوزموبوليتان. ولم يستقر في هذا العمل أكثر من عاماً ليتقاعد منه ليتفرغ بشكل أكبر للتأليف.
في 1898 انتقل تشرشل إلى كورنش في ولاية نيو هامشير، حيث تم بناء قصر له هناك. وفي 1917 قام بجولة في معارك الحرب العالمية الأولى حيث كتب «مسافر في وقت حرب» عن ما شاهده هناك، وبهذا يكون أول عمل غير خيالي له. وفي 1919 قرر التوقف عن الكتابة، وانسحب من الحياة العامة، ونتيجة لذلك تم نسيانه تدريجياً من قبل جمهوره.
توفي تشرشل في 12 مارس 1947 في وينتر بارك في ولاية فلوريدا.

## أعماله

### روايات
| - The Celebrity (رواية 1898). - ريتشارد كارفيل (رواية 1899). - الأزمة (رواية 1901). - هروب السيد كيجان (رواية 1903). - العبور (رواية 1904). - مهنة السيد كرو (رواية 1908). | - وقائع حديثة (رواية 1910). - داخل الكأس (رواية 1913). - بلدة بعيدة (رواية 1915). - The Dwelling-Place of Light (رواية 1917). - الطريق المجهول (رواية 1940). |

### أعمال أخرى
| - ريتشارد كارفيل (مسرحية 1900-1901). - الأزمة (مسرحية 1902). - العبور (مسرحية 1906). | - مسافر في وقت حرب (1918). - الدكتور جوناثان (مسرحية 1919). - علم النفس في عقيدة الإنجيل. |

## وصلات خارجية
- وينستون تشرشل على موقع IMDb (الإنجليزية)
- وينستون تشرشل على موقع الموسوعة البريطانية (الإنجليزية)
- وينستون تشرشل على موقع قاعدة بيانات برودواي على الإنترنت (الإنجليزية)
- وينستون تشرشل على موقع إن إن دي بي (الإنجليزية)
- مؤلفات وينستون تشرشل في مشروع غوتنبرغ
- Works by Winston Churchill at ReadBookOnLine.net
- That Other Winston Churchill, from The Churchill Centre (Archived from archive.org)
- The American Winston Churchill
- Coniston (1906) study guide
- The Churchill Society
- History buff recounts tale of two Churchills
- Winston Churchill